# 好永貴雄
好永 貴雄（よしなが たかお、1987年9月18日 - ）は、元社会人野球の選手（投手）である。山口県長門市（旧・大津郡日置町）出身。

## 人物・来歴
日置中時代は末永仁志（元：千葉ロッテマリーンズ）と同級生。3年時には県大会で準優勝。
山口県立宇部商業高等学校に進学後、2年生の夏に背番号7を着けてレフトのレギュラーの座をつかみ、2年秋からエース兼4番として活躍。3年次にはセンバツ・夏の甲子園に出場。特に3年夏は山口県予選から準決勝まで全ての試合を一人で投げ抜いた。
高校卒業後は西濃運輸に入社し野球部に入部。西濃運輸では都市対抗野球大会に5回（うち1回は東邦ガスの補強選手）として出場した。
2013年6月に退部後は、軟式野球の東海自動車学校に2年間在籍し、天皇賜杯全日本軟式野球大会に2度出場した。
2021年現在は、愛知県内で野球の動作解析や野球教室などの事業を展開するBASEBALL ONEにアナライザーとして勤務している。

## 日本代表キャリア
- 第6回AAAアジア野球選手権大会（2005年）